# Chiroderma
Chiroderma là một chi động vật có vú trong họ Dơi mũi lá, bộ Dơi. Chi này được Peters miêu tả năm 1860. Loài điển hình của chi này là Chiroderma villosum Peters, 1860.

## Các loài
Chi này gồm các loài: